# Carrega Ligure
Carrega Ligure és un municipi situat al territori de la província d'Alessandria, a la regió del Piemont, (Itàlia).
Limita amb els municipis de Cabella Ligure, Fascia, Gorreto, Mongiardino Ligure, Ottone, Propata, Valbrevenna i Vobbia.
Pertanyen al municipi les frazioni d'Agneto, Berga, Boglianca, Campassi, Ca' dei Campassi, Capanne di Carrega, Cartasegna, Casone, Chiapparo, Connio, Croso, Daglio, Ferrazza, Fontanachiusa, Magioncalda, Reneuzzi, San Clemente i Vegni.

## Galeria

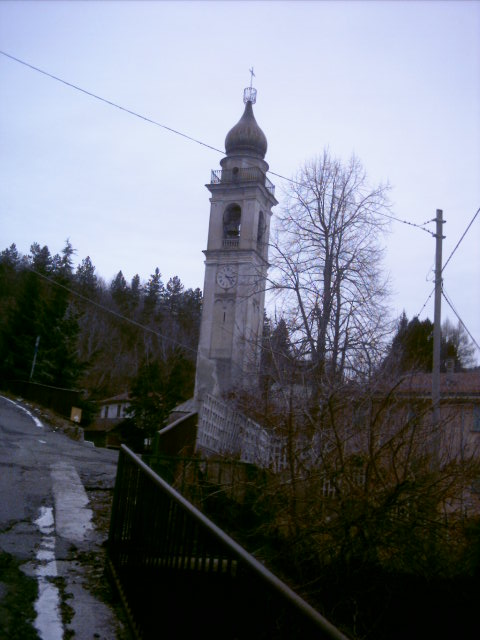
Església de S.Julià